# Suki Waterhouse
Alice Suki Waterhouse (* 5. ledna 1992 Hammersmith, Anglie, Spojené království) je britská zpěvačka, modelka a herečka.

## Životopis
Narodila se v londýnské čtvrti Hammersmith v Anglii, ale vyrostla v Chiswicku v západním Londýně. Její otec Normana je plastický chirurg a její matka je zdravotní sestra. Má mladší sestru Imogen, známou jako Immy, která se také věnuje modelingu. V šestnácti letech se rozhodla skončit se školou a začala se věnovat modelingu.

## Kariéra

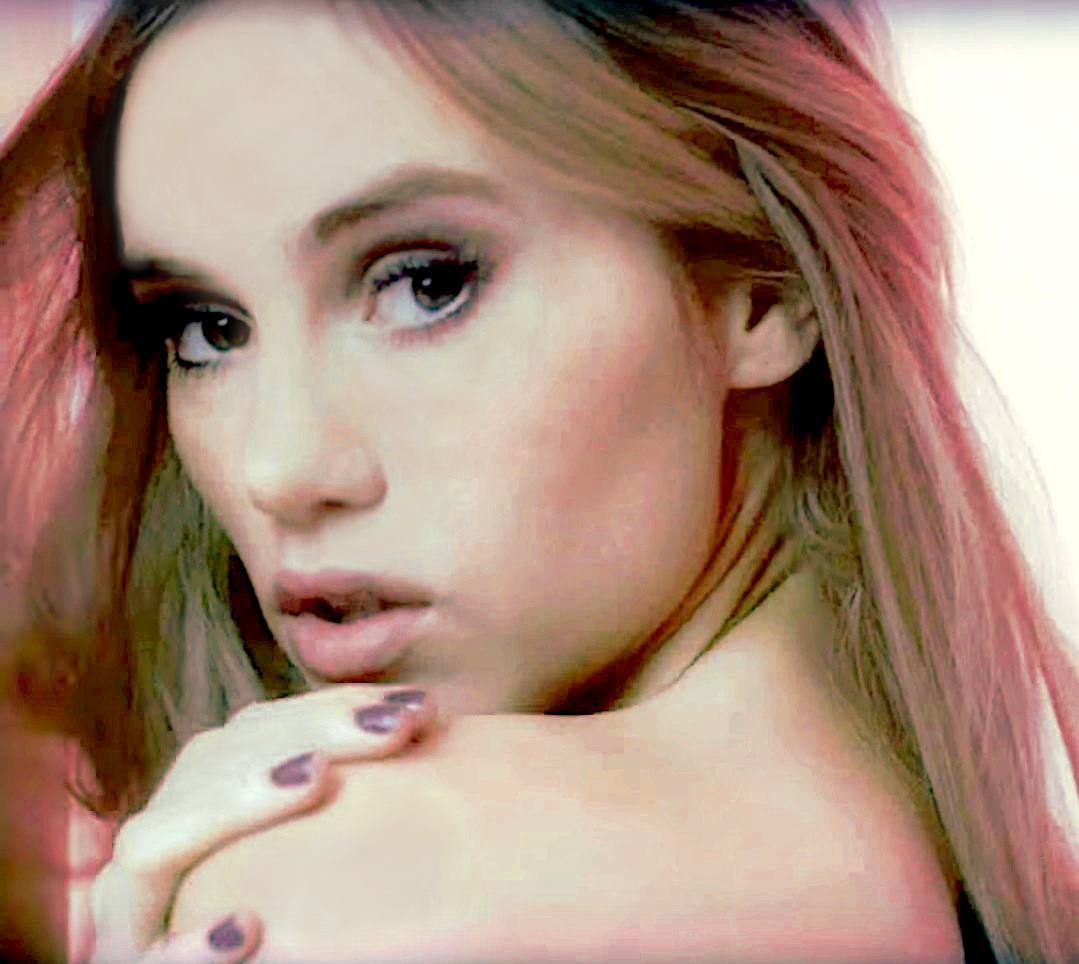
Suki Waterhouse v adventním videu časopisu LOVE z roku 2014

### Modeling
Svojí modelingovou kariéru zahájila v šestnácti letech, poté co byla objevena v baru v Londýně. V devatenácti letech pracovala pro Marks & Spencer. Stala se tváří Alice + Olivia a Coast. V únoru 2013 se objevila na titulní straně Vogue. V říjnu 2013 se stala tváří pro oděvní společnost Burberry.

### Herectví
V roce 2010 se objevila v jedné epizodě televizního seriálu Material Girl. Od té doby se objevila ve filmech jako Rachael, Dealer a S láskou, Rosie.
Roli Marlene si zahrála v pokračování filmu Divergence, s názvem Rezistence, založeném na stejnojmenné knize. V březnu roku 2015 bylo oznámeno, že byla obsazena do roli Arien v romantickém thrilleru The Bad Batch, po boku Jima Carreyho a Diego Luny.

## Osobní život
V roce 2011 chodila se zpěvákem Lukem Pritchardem ze skupiny The Kooks. Také chodila se zpěvákem Milesem Kanem ze skupiny Last Shadow Puppets. V květnu 2013 začala chodit s hercem Bradleym Cooperem, dvojice se rozešla v březnu roku 2015. V roce 2018 byl jejím partnerem herec Robert Pattinson.

## Filmografie

### Film
| Rok  | Název                          | Role                     | Poznámky            |
| ---- | ------------------------------ | ------------------------ | ------------------- |
| 2012 | Rachael                        | Rachael                  | krátkometrážní film |
| 2012 | Dealer                         | Mandy                    |                     |
| 2014 | S láskou, Rosie                | Bethany Williams         |                     |
| 2015 | Rezistence                     | Marlene                  |                     |
| 2016 | Pýcha, předsudek a zombie      | Catherine "Kitty" Bennet |                     |
| 2016 | Absolutely Fabulous: The Movie | samu sebe                |                     |
| 2016 | The Bad Batch                  | Arlen                    |                     |
| 2016 | Sound of Sun                   | Woman                    | krátkometrážní film |
| 2017 | The Girl Who Invented Kissing  | The Girl                 |                     |
| 2018 | Mladí zabijáci                 | Sarah                    |                     |
| 2018 | Jonathan                       | Elena                    |                     |
| 2018 | Future World                   | Ash                      |                     |
| 2018 | Billionaire Boys Club          | Quintana                 |                     |
| 2018 | Charlie Says                   | Mary Brunner             |                     |
| 2018 | Carte Blanche                  | Lulu                     | krátkometrážní film |
| 2018 | Bittersweet Symphony           | Iris Evans               |                     |
| 2018 | A Rainy Day in New York        |                          |                     |
| 2019 | Pokémon: Detektiv Pikachu      |                          |                     |
| 2019 | Burn                           | Shelia                   |                     |

### Televize
| Rok  | Název          | Role          | Poznámky  |
| ---- | -------------- | ------------- | --------- |
| 2012 | Material Girl  | Lourdes       | 4 díly    |
| 2012 | Bílá princezna | Cecil z Yorku | minisérie |